# Gevangenis van Drapchi
De gevangenis van Drapchi, ook wel Lhasa Gevangenis Nr. 1 is een gevangenis in Drapchi in Lhasa, de hoofdstad van Tibet. De gevangenis bestond al onder de regering van historisch Tibet als militair kwartier en werd tijdens de communistische regering van de Tibetaanse Autonome Regio omgebouwd tot gevangenis. Het is de grootste gevangenis van Tibet.
Bekende gevangenen in Drapchi waren bijvoorbeeld Ngawang Sangdröl en Püntsog Nyidron die samen met andere nonnen ook bekend werden onder de naam de Drapchi 14 en als de Zingende Nonnen. Verder zaten onder meer Lhalu Tsewang Dorje, Ani Pachen, Pälden Gyatso, Tenzin Chödrag en Takna Jigme Sangpo vast in Drapchi.